# Michelangelo (počítačový virus)
Michelangelo byl počítačový virus pro operační systém DOS, který se poprvé objevil v únoru 1991 v Austrálii a poprvé 6. března 1992 napáchal velké škody. Vždy 6. března, v den narození Michelangela Buonarrotiho, se aktivoval a de facto smazal veškerá data z pevného disku. Jednalo se o variantu viru Stoned.

## Historie
Virus byl variantou méně destruktivního viru Stoned z roku 1987, který v různých obměnách přežíval v počítačích až do roku 2007.
V roce 1992 se o zaútočení viru v den 6. března předem vědělo a média zveřejnila údaj, že postiženo bude asi 5 milionů počítačů. Ten vycházel z odhadu Johna McAffeeho, že postiženo bude 5 tisíc až 5 milionů počítačů. Vznikla tak mediální panika, na základě které se mnoho lidí připravilo a o data tak přišlo nakonec jen odhadem 10 až 20 tisíc strojů. Na základě toho se problematika virů a antivirů dostala do obecného povědomí.
Zprávy s varováním před virem se před 6. březnem objevovaly v médiích ještě několik let. Poslední v médiích hlášené škody vir způsobil v březnu 1996.

## Šíření
Virus se mimo 6. března nijak neprojevoval, pouze se nahrál na jakoukoliv vloženou disketu, čímž se rozšiřoval. Na discích a disketách infikoval zaváděcí boot sektory. Ve svém šíření tak byl velmi záludný a nepozorovaně se dostal dokonce na předinstalované operační systémy nových notebooků nebo na diskety výrobců hardware, což měl společné se svým předchůdcem Stoned.

## Zničení dat na infikovaném stroji
Ke zničení dat došlo vždy 6. března tím, že virus přepsal prvních sto sektorů pevného disku, což znemožnilo běžným uživatelům dostat se k datům.

## Ochrana před virem
Jednoduchou ochranou před virem bylo buď nezapínat 6. března počítač, nebo si 5. března přenastavit systémové datum na 7. března a 7. března ho vrátit na správnou hodnotu. Další možností byla instalace antiviru.